# Mississauga—Malton
Pour la circonscription provinciale, voir Mississauga—Malton (circonscription provinciale).
Circonscription électorale fédérale du Canada
Mississauga—Malton est une circonscription électorale fédérale canadienne située en Ontario.

## Géographie
Située au nord de Toronto, la circonscription consiste en une partie de la ville de Mississauga dans la municipalité régionale de Peel. Elle est issue des anciennes circonscriptions de Bramalea—Gore—Malton, Mississauga—Brampton-Sud et Mississauga—Streetsville
Les circonscriptions limitrophes sont Brampton-Est, Brampton-Centre, Brampton-Sud, Mississauga—Streetsville, Mississauga-Centre, Mississauga-Est—Cooksville, Etobicoke-Centre et Etobicoke-Nord.  

## Députés
| Législature | Années        | Député          | Parti | Parti   |
| --- | ------------- | --------------- | ----- | ------- |
| Mississauga—Malton issue d'une partie de Bramalea—Gore—Malton, Mississauga—Brampton-Sud et Mississauga—Streetsville |               |                 |       |         |
| 42e | 2015–2019     | Navdeep Bains   |       | Libéral |
| 43e | 2019–2021     | Navdeep Bains   |       | Libéral |
| 44e | 2021–2025     | Iqwinder Gaheer |       | Libéral |
| 45e | 2025–en cours | Iqwinder Gaheer |       | Libéral |

## Résultats électoraux
|       | Candidat          | Parti        | # de voix | % des voix |
|       | Jagdish Grewal    | Conservateur | +11 701,  | 26,56 %    |
|       | (X) Navdeep Bains | Libéral      | +26 165,  | 59,39 %    |
|       | Dianne Douglas    | NPD          | +05 450,  | 12,37 %    |
|       | Heather Mercer    | Vert         | +00737,   | 1,67 %     |
| Total | Total             | Total        | 44 053    | 100 %      |